# Vilhelmine af Danmark
Vilhelmine Marie, født prinsesse af Danmark og Norge, senere titulær hertuginde af Glücksborg, (18. januar 1808 – 30. maj 1891) var datter af Frederik 6. og Dronning Marie Sophie Frederikke.

## Biografi

### Tidlige liv
Prinsesse Vilhelmine Marie blev født den 18. januar 1808 som den 6. datter og det yngste barn af kronprins Frederik (den senere kong Frederik 6.) og hans hustru og kusine prinsesse Marie Sophie Frederikke af Hessen-Kassel. Hendes far var eneste søn af Christian 7., Danmark-Norges monark, men på grund af kongens psykiske sygdom var han ikke selv i stand til at udøve regeringen, og siden 1784 havde kronprins Frederik været den egentlige magthaver, efter at han havde taget magten ved en paladsrevolution. Hun kom til verden på Kiel Slot i Hertugdømmet Holsten, der var en del af den danske helstat, og hvor hendes forældre havde boet siden 1805 for at være tæt på grænsen på grund af Napoleons truende nærhed i Tyskland under Napoleonskrigene.

### Første ægteskab
Hun blev viet til prins Frederik (7.) den 1. november 1828 i
Christiansborg Slotskirke af konfessionarius (senere biskop) J.P. Mynster. Vilhelmines ægteskab med prins Frederik forenede kongehusets to linjer, der siden prins Christian Frederiks optræden i Norge 1814 havde stået i et køligt forhold til hinanden. Folkets hyldest ved vielsen var stor, og parret blev hilst med stor begejstring af folket. Denne begejstring og hyldest viste sig i taler, digte, illuminationer og offentlige festligheder.
- Laurids Engelstoft skrev en latinsk "carmen"
- Finn Magnusen digtede et islandsk "drapa"
- J.L. Heibergs festskuespil Elverhøj blev skrevet til lejligheden og opførtes med en prolog af C.J. Boye på Det Kongelige Teater

Ægteskabet viste sig snart at være ulykkeligt. Det skyldtes ikke mindst Frederiks udsvævende liv med utroskab og druk. Parret blev separeret i april 1834 og tre år senere – 4. september 1837 – fuldbyrdedes skilsmissen.

### Andet ægteskab
I 1838 blev Vilhelmine gift med sin fem år yngre fætter, den titulære hertug Carl af Glücksborg. Han var ældre bror til den senere Christian 9. Vielsen forrettedes af slotspræst J.H. Paulli. Carl deltog imidlertid som brigadechef i 1848 på slesvig-holstenernes side i krigen mod Danmark 1848-1851. Det betød, at Vilhelmines forhold til den danske kongefamilie for en tid blev afbrudt. Hertugen trådte i sommeren 1848 tilbage fra militærtjenesten, og ægteparret opholdt sig i Dresden til 1852. Det år kom det til en forsoning, hvorefter hun på ny fik et nært forhold til sin københavnske familie. Vilhelmine tog nu med sin ægtefælle ophold på slottet i Kiel og på Louisenlund i
Slesvig.
Efter at hertugens broder havde besteget Danmarks trone som kong Christian 9., og efter at hertugdømmerne var gået
tabt 1864, blev hertugparret boende på Louisenlund. 1870 tog de ophold på slottet Glücksborg, som Preussen efter mange vanskeligheder endelig afgav til det hertugelige hus. 24. oktober 1878 døde hendes mand, og hertuginden blev enke. Vilhelmine døde 30. maj 1891 på Glücksborg og bisattes i det fyrstelige mausoleum på byens kirkegård.
Begge Vilhelmines ægteskaber var barnløse.

## Livshistorie
- 1808 født på slot i Kiel 18. januar
- 1824 konfirmeret i Frederiksberg Slotskirke af konfessionarius M.F. Liebenberg 16. maj
- 1826 forlovet med den jævnaldrende prins Frederik 28. maj
- 1828 viet til prins Frederik 1. november
- 1834 det barnløse ægteskab ophæves i april
- 1837 fuldbyrdelse af skilsmisse 4. september
- 1838 viet til hertug Carl af Glücksburg 19. maj
- 1870 flyttede til slottet Glücksborg
- 1891 døde på Glücksborg 30. maj